# Liste des maires de Rosendaël
Cet article présente la liste des maires de Rosendaël en Flandre française du 24 mars 1860 au 1er janvier 1972 date de l'absoption de Rosendaël par la commune de Dunkerque.
| Période                                  | Période | Identité                | Étiquette           | Qualité |
| ---------------------------------------- | ------- | ----------------------- | ------------------- | --- |
| 1860                                     | 1879    | Philippe Schodduyn      |                     | Jardinier, cultivateur puis rentier/propriétaire |
| 1879                                     | 1884    | Victor Derode           |                     | Rentier propriétaire, membre du conseil d'arrondissement |
| 1884                                     | 1885    | Philippe Schodduyn Fils | Union républicaine  | Jardinier, cultivateur puis rentier/propriétaire |
| 1885                                     | 1887    | Henri de Bavre          |                     | Baron/Propriétaire |
| 1887                                     | 1891    | Pierre Lefever          |                     | Entrepreneur |
| 1891                                     | 1892    | Louis Théry             | Liste Libéral       | Directeur d'une usine de tissage |
| 1892                                     | 1902    | Jules Degroote          | liste opportuniste  | Receveur buraliste |
| 1902                                     | 1904    | Charles Planckeel       | liste opportuniste  | Entrepreneur en peinture |
| 1904                                     | 1928    | Félix Coquelle          | URD                 | Industriel, Député du Nord (1926 à 1928), Député de la 1re circonscription de Dunkerque (29 avril 1928 au 13 août 1928), Conseiller général du Canton de Dunkerque-Est (1913 à 1926), Vice-président du Conseil général du Nord (1920 à 1928)                                                                                              |
| 1928                                     | 1929    | Eugène Dumez            | URD                 | Professeur |
| 1929                                     | 1935    | Albert Mahieu           | Gauche démocratique | Ingénieur des Ponts et Chaussées, Ministre de l'Intérieur (février à juin 1932), Sénateur du Nord (1924-1941), Vice-Président du Sénat (1936-1939), Président du Conseil Général du Nord (1928-1932 et 1934-1936), Conseiller général du Canton de Dunkerque-Ouest (1922-1928), Conseiller général du Canton de Dunkerque-Est (1928-1937). |
| 1935                                     | 1944    | Paul Machy              | SFIO                | Directeur d'école, Conseiller général du Canton de Dunkerque-Est (1938 à 1944), mort en déportation le 8 avril 1945, et déclaré Mort pour la France par le tribunal de 1er instance de Dunkerque le 17 novembre 1948. |
| 1944                                     | 1951    | Hilaire Vanmairis       | MRP                 | Gardien de la Paix |
| 1951                                     | 1955    | Daniel Verriele         | MRP                 | fondé de pouvoir |
| 1955                                     | 1965    | Alphonse Bournonville   | RPF                 | Directeur Technique d'une usine Silico-calcaire, Conseiller général du Canton de Dunkerque-Est (1945 à 1955). |
| 1965                                     | 1972    | Jacques Collache        | SFIO puis PS        | Pharmacien, Député suppléant de la Onzième circonscription du Nord (1967 et 1973), Conseiller général du Canton de Dunkerque-Est (1967 à 1973), Vice-Président de la Communauté urbaine de Dunkerque (1968 à 1976). |
| Les données manquantes sont à compléter. |         |                         |                     | |